# Zerbst
Zerbst (česky Srbiště) je okresní město ve středním Německu v spolkové zemi Sasko-Anhaltsko. Nachází se 41 km jihovýchodně od zemského hlavního města Magdeburku.

## Geografie
Zerbst leží na řece Nuthe (česky Nutě), která se vlévá 13 km na východ do Labe.

## Dějiny
Oblast dnešního města byla osídlena už v mladší době kamenné. V 6. století zde Slované vybudovali hrazené sídlo, které je poprvé zmíněno v listině z roku 949 jako Cierevisti. Jako Zerbiste ho připomíná v roce 1003 Dětmar z Merseburku. Městská práva získalo sídlo v roce 1209 a následně vzniklo několik kostelů a kolem roku 1250 první městské hradby.
Během reformace se stalo město centrem kalvinismu a v letech 1603–1793 byl Zerbst residentním městem knížat Anhalt-Zerbst. Těžkou ránou pro město byla třicetiletá válka. Město bylo opakovaně dobyto a postupně se v něm vystřídalo několik okupačních vojsk. Po válce bylo sídlo ekonomicky zcela vyčerpané, v ruinách a třetina obyvatelstva zaplatila okupaci životem. Roku 1745 se anhaltsko-zerbstská princezna Sofie Frederika Augusta, která prožila v Zerbstu část svého mládí, provdala za ruského následníka trůnu Petra III. a v letech 1762–1796 vládla carskému Rusku jako Kateřina II. Veliká.
Za druhé světové války leželo v blízkosti Zerbstu významné vojenské letiště a pracovní tábor. Dne 16. dubna 1945 bylo město z 80% zničeno spojeneckým náletem a následně bez boje obsazeno americkou armádou. Rudá armáda vystřídala americké jednotky 6. května 1945, a celé město tak připadlo do sovětské okupační zóny. Do znovusjednocení Německa byl Zerbst součástí NDR. Po válce bylo město znovu vystavěno, většina historického jádra ale již nebyla obnovena. Mezi lety 1991 - 2008 bylo do sanace města investováno 15 milionů euro. V roce 2006 došlo k oficiálnímu přejmenování města ze Zerbst na Zerbst/Anhalt.

## Pamětihodnosti

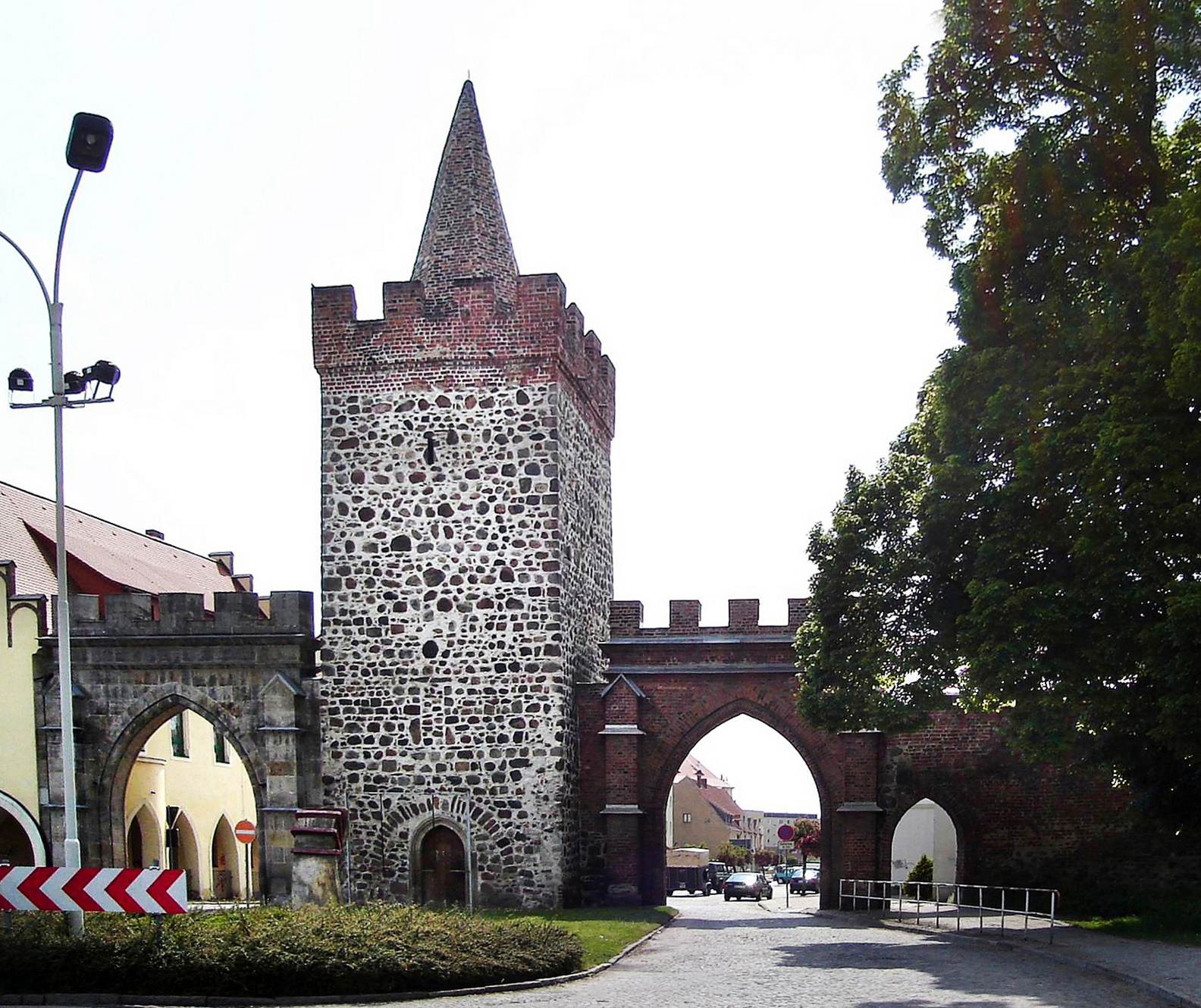
Zerbst, Heidetor

- zřícenina východního křídla barokního knížecího zámku
- obvodové zdi gotického kostela sv. Mikoláše z 15. století
- částečně obnovený halový gotický kostel sv. Bartoloměje
- částečně obnovený kostel paní Marie v Ankuhn
- 4,2 km městských hradeb s věžemi a branami
- znovu postavený kostel Nejsvětější Trojice podle podoby z let 1683–1696
- Francisceum, původně františkánský klášter (kolem 1235) s dobře zachovaným rajským dvorem, sloužil jako proslulé gymnázium
- barokní jezdecká kasárna Schlossfreiheit z let 1710–1713.

## Partnerská města
- Jever, Dolní Sasko, Německo
- Nürtingen Bádensko-Württembersko, Německo
- Puškin, Rusko